# Радубежский сельсовет
Ра́дубежский сельсове́т — упразднённая административно-территориальная единица, существовавшая в составе Фатежского района Курской области до 1954 года. 
Административным центром было село Радубеж.

## География
Располагался на западе района. Граничил с Линецким, Нижнеждановским и Нижнехалчанским сельсоветами Фатежского района, а также с Жигаевским сельсоветом Конышёвского района. Главным водотоком на территории сельсовета был Радубежский ручей, приток Усожи. На территории сельсовета располагалось несколько лесных урочищ: Волкова Дубрава, Большие и Малые Любки, Радубежская Роща. По части границы сельсовета были высажены лесозащитные полосы.
В настоящее время территория бывшего Радубежского сельсовета разделена между Линецким сельсоветом Железногорского района и Солдатским сельсоветом Фатежского района.

## История
Образован в первые годы советской власти в составе Дмитриевской волости Фатежского уезда. В 1924 году Дмитриевская волость и Фатежский уезд были упразднены, сельсовет вошёл в состав Алисовской волости укрупнённого Курского уезда. С 1928 года в составе Фатежского района. В ноябре 1939 года Радубежский сельский совет стал именоваться сельский совет депутатов трудящихся. С 27 октября 1941 года по 8 февраля 1943 года Фатежский район, включая Радубежский сельсовет, был оккупирован немецко-фашистскими захватчиками. Сельсовет возобновил свою деятельность в марте 1943 года.
Радубежский сельсовет был упразднён 14 июня 1954 года путём присоединения к Нижнехалчанскому сельсовету.

## Населённые пункты
| № | Населённый пункт | Тип населённого пункта |
| - | ---------------- | ---------------------- |
| 1 | Радубеж          | село, администр. центр |
| 2 | Журавинка        | деревня                |
| 3 | Подымовка        | деревня                |

## Председатели сельсовета
Список неполный:
- Филиппов (начало 1930-х годов)
- Филимонов (1934)
- Зиновьев Павел Владимирович (?—1941)[4]
- Кузнецов Илларион Архипович (до 1948—1954)

## Коллективизация
В 1920-х годов по 1936 год на территории сельсовета действовало отделение Линецкого совхоза, созданного на базе бывшего имения генерала А. П. Струкова. 
В 1930 году в Радубеже был создан колхоз «Красный Путиловец». За несколько лет в него вступило большинство жителей сельсовета. Однако до конца 1930-х годов на территории Радубежского сельсовета оставались и единоличные хозяйства. Председателем колхоза «Красный Путиловец» в начале 1930-х годов был Зайцев, затем — Антон Фомич Азаренков. В 1934 году из «Красного Путиловца» было выделено ещё 3 колхоза. Таким образом, в 1934—1950 годах, с перерывом на время оккупации в 1941—1943 годах, на территории Радубежского сельсовета действовали 4 колхоза:
- «Путь Ильича» (деревня Журавинка);
- имени Кагановича (северная часть села Радубеж);
- «Красный Путиловец» (южная часть села Радубеж);
- «Сталинский путь» (деревня Подымовка и хутор Пролетаровка).

Колхозы Радубежского сельсовета обслуживала Линецкая машинно-тракторная станция. 
Решениями Фатежского райисполкома от 6 и 24 октября 1950 года колхоз «Красный Путиловец» был присоединён к колхозу «Сталинский путь», а колхоз имени Кагановича — к колхозу имени Ильича. Таким образом с 1950 года до момента упразднения Радубежского сельсовета в 1954 году на его территории действовали 2 колхоза: 
- «Путь Ильича» — центр в деревне Журавинка, северная часть сельсовета;
- «Сталинский путь» — центр в селе Радубеж, южная часть сельсовета[7].